# Дейл, Билли
Уи́льям Дейл (англ. William Dale; 17 февраля 1905 — 30 мая 1987), также известный как Билл Дейл и Би́лли Дейл — английский футболист, выступавший на позиции защитника.

## Футбольная карьера
Уроженец Манчестера, Билли Дейл играл за местные команды «Хью Олдем Бойс», «Сандбач Рэмблерс» и «Марпл». В апреле 1925 года стал игроком «Манчестер Юнайтед», подписав с клубом юношеский контракт, а в мае 1926 года стал профессиональным футболистом. 25 августа 1928 года дебютировал в основном составе «Манчестер Юнайтед» в матче Первого дивизиона против «Лестер Сити» на «Олд Траффорд». Ему не удалось закрепиться в основном составе команды: за четыре сезона он сыграл за «Юнайтед» 68 матчей. В декабре 1931 года перешёл в «Манчестер Сити» (вместе с Гарри Роули в обмен на Билла Риддинга). 
В «Манчестер Сити» Дейл сразу стал игроком основного состава. Дебютировал за клуб 26 декабря 1931 года в матче против «Портсмута». Дейл начал выступать в составе «Сити» на позиции левого защитника, но после приобретения Сэма Баркаса закрепился на позиции правого защитника. В 1933 году помог команде выйти в финал Кубка Англии, в котором «Сити» проиграл «Эвертону». Год спустя «Сити» вновь вышел в финал Кубка Англии, и на этот раз выиграл трофей, обыграв «Портсмут». В источниках встречается такое описание Дейла: «Билли Дейл считался одним из лучших защитников своего времени, так и не вызванных в национальную сборную. Он был спокойным, стильным, быстро восстанавливался и грамотно распоряжался мячом». В сезоне 1936/37 Билли Дейл помог «Манчестер Сити» выиграть чемпионский титул. Выступал за клуб до окончания сезоне 1937/38, сыграв в общей сложности 271 матч .
21 июня 1938 года перешёл в «Ипсвич Таун». Впоследствии выступал также за «Норвич Сити».

## Достижения
Манчестер Сити
- Чемпион Первого дивизиона: 1936/37
- Обладатель Кубка Англии: 1934
- Обладатель Суперкубка Англии: 1937

## Статистика выступлений
| Клуб              | Сезон            | Лига | Лига | Кубки | Кубки | Итого | Итого |
| Клуб              | Сезон            | Игры | Голы | Игры  | Голы  | Игры  | Голы  |
| ----------------- | ---------------- | ---- | ---- | ----- | ----- | ----- | ----- |
| Манчестер Юнайтед | 1928/29          | 19   | 0    | 0     | 0     | 19    | 0     |
| Манчестер Юнайтед | 1929/30          | 19   | 0    | 0     | 0     | 19    | 0     |
| Манчестер Юнайтед | 1930/31          | 22   | 0    | 4     | 0     | 26    | 0     |
| Манчестер Юнайтед | 1931/32          | 4    | 0    | 0     | 0     | 4     | 0     |
| Манчестер Юнайтед | Итого            | 64   | 0    | 4     | 0     | 68    | 0     |
| Манчестер Сити    | 1931/32          | 21   | 0    | 5     | 0     | 26    | 0     |
| Манчестер Сити    | 1932/33          | 39   | 0    | 7     | 0     | 46    | 0     |
| Манчестер Сити    | 1933/34          | 31   | 0    | 8     | 0     | 39    | 0     |
| Манчестер Сити    | 1934/35          | 39   | 0    | 2     | 0     | 41    | 0     |
| Манчестер Сити    | 1935/36          | 41   | 0    | 3     | 0     | 44    | 0     |
| Манчестер Сити    | 1936/37          | 36   | 0    | 3     | 0     | 39    | 0     |
| Манчестер Сити    | 1937/38          | 30   | 0    | 6     | 0     | 36    | 0     |
| Манчестер Сити    | Итого            | 237  | 0    | 34    | 0     | 271   | 0     |
| Ипсвич Таун       | 1938/39          | 40   | 0    | 4     | 0     | 44    | 0     |
| Ипсвич Таун       | 1939/40          | 3    | 0    | 0     | 0     | 3     | 0     |
| Ипсвич Таун       | Итого            | 43   | 0    | 4     | 0     | 47    | 0     |
| Всего за карьеру  | Всего за карьеру | 344  | 0    | 42    | 0     | 386   | 0     |